# Грушовский, Доминик
Доминик Грушовский (1 июня 1926 года, деревня Велька Мання, Чехословакия — 27 июля 2016, Нитра, Словакия) — словацкий прелат и ватиканский дипломат. Титулярный епископ Тубиа с 18 декабря 1982 по 15 апреля 1996. Вспомогательный епископ Трнавы 17 декабря 1992 по 31 марта 1995. Генеральный секретарь епископской конференции Словакии 4 апреля 1993 по 27 июля 1995. Вспомогательный епископ Братиславы-Трнавы с 31 марта 1995 по 15 апреля 1996. Титулярный архиепископ Тубиа с 15 апреля 1996. Апостольский нунций в Белоруссии с 15 апреля 1996 по 28 июля 2001.

## Биография

### Образование и священство
В 1945 году окончил Трнавскую семинарию. Учился на богословском факультете в Братиславе. В 1946 году, как одарённый студент, направлен в Папский Латеранский университет в Риме.
Получил ученые степени бакалавра философии и магистра богословия.
23 декабря 1950 года в кафедральном соборе Святого Иоанна Крестителя на Латеранском холме в Риме был рукоположен в священники Трнавской епархии.
Осуществлял пастырское служение в Северной Италии, сначала в качестве священника, а затем в качестве администратора прихода в епархии Беллуно. В 1953 году стал священником в Доломитовых Альпах. После двух лет работы Священной Конгрегации по делам семинарий и университетов назначен профессором философии и догматики в папской семинарии в Витербо, где он работал в 1955—1959 годах. В 1962—1966 годах — член словацкой католической миссии в Париже. С 1966 года работал в словацком институте святых Кирилла и Мефодия в Риме, а с 1 марта 1973 года по 31 декабря 1992 года был его ректором. C декабря 1970 года — Капеллан Его Святейшества. С 1975 года — поверенный в делах Святого Престола по духовному обслуживанию для словацких католиков за границей. С 1976 года — Почётный прелат Его Святейшества.

### Епископское служение
18 декабря 1982 года возведен в сан титулярного епископа Тубиа (Tubiensis). 6 января 1983 года хиротонисан в епископа Иоанном Павлом II в соборе Святого Петра в Ватикане. С 17 декабря 1992 года — вспомогательный епископ Братиславско-Трнавской архиепархии (Словакия) и Генеральный секретарь Епископской конференции Словакии.

### Папский нунций
15 апреля 1996 года поступил на дипломатическую службу Святого Престола и был назначен Апостольским нунцием в Республике Беларусь и возведён в сан архиепископа Тубии. Верительные грамоты вручил 22 мая 1996 года.
8 октября 2001 года покинул пост нунция и закончил действительную дипломатическую службу в связи с выходом на пенсию и переехал в Ватикан.
Во время работы Грушовского в Минске, Александар Лукашенко и министр иностранных дел “хотели, чтобы Святой Отец приехал”. “Они даже предложили организовать Святейшему отдых в Беларуси и устроить ему встречу с Патриархом Московским Алексием”, - вспоминает он. Однако позже, после встречи с митрополитом Филаретом нунций понял, что визит папы в Беларусь невозможен. “Когда я пришел к нему [митр. Филарету], он встретил меня приветливо. Однако, когда я сказал ему, что готовится визит Папы в Беларусь и что на это необходимо и его согласие, он вздрогнул, побледнел и сказал: “Без меня”.
Нунций Грушовский внес большой вклад в развитие структуры католической Церкви в Беларуси. За 5 лет его работы были назначены 4 новые епископа - Антоний Демьянко, Кирилл Климович, Владислав Блин, Казимир Великоселец. Также словацкий нунций объявлял о создании Витебской епархии.

### Жизнь и деятельность после отставки
С 29 октября 2001 года — советник отдела по отношениям с государствами мира Государственного секретариата Святого Престола. С 20 декабря 2001 года — член Папского комитета по международным евхаристическим конгрессам.
В 2007 году вернулся в Словацкую Республику и поселился в городе Маня, на юго-западе Словакии.
Скончался 27 июля 2016 года, в городе Нитра, Словакия.

### Общественная деятельность
После образования Всемирного конгресса словаков являлся членом отдела по связям со словаками за пределами Словакии и с 1973 года был председателем религиозного отдела Всемирного конгресса словаков.

## Награды
- Орден Людовита Штура 1 степени (Словакия, 31 августа 1996 года)[3]
- Кавалер ордена «За заслуги перед Итальянской Республикой» (Италия, 27 декабря 1998 года)[4]
- Почётный доктор Католического университета в Ружомбероке (Словакия, 2009 год)[5]